# Faruq I av Egypten
Faruq I av Egypten (arabiska: فاروق الاول), född 11 februari 1920 i Kairo, död 18 mars 1965 i Rom i Italien, var den siste kungen av Egypten och regerade 1936–1952. Han var son till kung Fuad I av Egypten och Nazli Sabri. Han gifte sig två gånger; med Farida 1938 och med Narriman Sadek (1934-2005) 6 maj 1951.
Han abdikerade 26 juli 1952 på order av general Muhammad Naguib och tvangs i exil 1954 vid en militärkupp, där en av ledarna var Anwar Sadat. Gamal Abdel Nasser blev därefter landets statsöverhuvud.
Kung Faruq, som var en känd kvinnotjusare, avled 1965 i exil i Italien och efterträddes under en kort period av sonen Fuad II av Egypten. Hans syster, prinsessan Fawzia, var åren 1939–1948 gift med shahen av Iran, Mohammad Reza Pahlavi.
Kung Faruq I blev 1937 utnämnd till riddare av Serafimerorden. Efter kungens död hänger hans serafimervapen i Riddarholmskyrkan.

## Utmärkelser
- Kedja av Isabella den katolskas orden,  1951[7]
- Storkors av Leopoldorden
- Storkors av  Vita lejonets orden
- Storkors av Hederslegionen
- Ismailorden
- Renässansens högsta orden
- Överkommendör av Legion of Merit
- Storkorsriddare av Italienska kronorden
- Kedja av Krysantemumorden
- Storkorsriddare av Sankt Mauritius och Sankt Lazarusorden
- Storkorset av Torn- och svärdsorden[8]
- Storkorset av Nederländska Lejonorden
- Storkors av två ordnars band[8]
- Al-Hussein orden
- Pahlaviorden
- Nilorden
- Kungliga Serafimerorden
- Muhammed Ali-orden
- Vita örnens orden
- Afghanistans solorden
- Umayyadorden
- Hashimiternas stora order
- Annunziataorden
- Sankt Kyrillos och Sankt Methodios orden
- Chakriorden
- Salomos orden
- Frälsarens orden

[Redigera Wikidata]